# Дель Карретто, Бьянка
Бьянка Дель Карретто (итал. Bianca Del Carretto, род. 28 августа 1985 года в Рапалло, Италия) — итальянская фехтовальщица на шпагах, чемпионка мира, двукратная чемпионка Европы, чемпионка Италии 2011 года. Участница Олимпиады 2012 (проиграла во втором круге).